# Cueta kurzi
Cueta kurzi is een insect uit de familie van de mierenleeuwen (Myrmeleontidae), die tot de orde netvleugeligen (Neuroptera) behoort. 
Cueta kurzi is voor het eerst wetenschappelijk beschreven door Navás in 1912.